# 1974年亞洲運動會射擊比賽
1974年亚洲运动会射擊比赛于1974年9月2日至1974年9月7日在伊朗德黑兰举行。

## 获奖者
| 赛事                       | 金牌                                   | 银牌                                                 | 铜牌                      |
| 气手枪                     | 金淳捌 · 中国（CHN）                   | 白日玄 · 朝鲜（PRK）                                 | 威奇·丘卫 · 泰国（THA）   |
| 气手枪团体                 | 泰国                                   | 朝鲜                                                 | 中国                      |
| 大口径手枪慢加速射         | 赤冢裕幸 · 日本（JPN）                 | 杨强 · 中国（CHN）                                   | 米·普雷夫 · 蒙古（MGL）   |
| 大口径手枪慢加速射团体     | 中国 · 包赛纳 · 苏之勃 · 杨强 · 朱华宇 | 泰国                                                 | 韩国                      |
| 小口径自选手枪速射         | 尹昌浩 · 朝鲜（PRK）                   | 久保皖司 · 日本（JPN）                               | 张润龙 · 中国（CHN）      |
| 小口径自选手枪速射团体     | 朝鲜                                   | 中国 · 卢宗建 · 韦星航 · 张荣国 · 张润龙             | 日本                      |
| 小口径标准手枪             | 白日玄 · 朝鲜（PRK）                   | 赤冢裕幸 · 日本（JPN）                               | 宋雄翼 · 韩国（KOR）      |
| 小口径标准手枪团体         | 日本                                   | 朝鲜                                                 | 韩国                      |
| 小口径自选手枪慢射         | 苏之勃 · 中国（CHN）                   | 大畑政修 · 日本（JPN）                               | 素探·阿瓦尼 · 泰国（THA） |
| 小口径自选手枪慢射团体     | 中国 · 金淳捌 · 祁克发 · 苏之勃 · 杨强 | 日本                                                 | 泰国                      |
| 气步枪                     | 李浩俊 · 朝鲜（PRK）                   | 权丁健 · 韩国（KOR）                                 | 比讪·差莫曼 · 泰国（THA） |
| 气步枪团体                 | 朝鲜                                   | 韩国                                                 | 日本                      |
| 小口径自选步枪60发卧射     | 细川幸雄 · 日本（JPN）                 | 李云海 · 朝鲜（PRK）                                 | 李炳友 · 中国（CHN）      |
| 小口径自选步枪60发卧射团体 | 朝鲜                                   | 韩国                                                 | 日本                      |
| 小口径自选步枪3×40         | 韩东奎 · 朝鲜（PRK）                   | 葛畏列 · 中国（CHN）                                 | 许旭风 · 韩国（KOR）      |
| 小口径自选步枪3×40团体     | 朝鲜                                   | 中国 · 崔顺友 · 葛畏列 · 冷桂英（女） · 刘伟生       | 日本                      |
| 小口径标准步枪3×20         | 韩东奎 · 朝鲜（PRK）                   | 冷桂英（女） · 中国（CHN）                           | 颂蓬·翁津 · 泰国（THA）   |
| 小口径标准步枪3×20团体     | 朝鲜                                   | 中国 · 崔顺友 · 冷桂英（女） · 李晓惠（女） · 刘伟生 | 泰国                      |
| 多向飞碟（靶）             | 松冈实和 · 日本（JPN）                 | 卡·辛格 · 印度（IND）                                | 乔·厄恩肖 · 菲律宾（PHI） |
| 多向飞碟（靶）团体         | 日本                                   | 泰国                                                 | 韩国                      |
| 双向飞碟（靶）             | 麻生太郎 · 日本（JPN）                 | 李承均 · 韩国（KOR）                                 | 卡·辛格 · 印度（IND）     |
| 双向飞碟（靶）团体         | 韩国                                   | 日本                                                 | 马来西亚                  |

## 奖牌榜
| 排名                     | 国家 / 地区              | 金牌 | 銀牌 | 銅牌 | 总计 |
| ------------------------ | ------------------------ | ---- | ---- | ---- | ---- |
| 1                        | 朝鲜（PRK）              | 10   | 4    | 0    | 14   |
| 2                        | 日本（JPN）              | 6    | 5    | 4    | 15   |
| 3                        | 中国（CHN）              | 4    | 6    | 3    | 13   |
| 4                        | 韩国（KOR）              | 1    | 4    | 5    | 10   |
| 5                        | 泰国（THA）              | 1    | 2    | 6    | 9    |
| 6                        | 印度（IND）              | 0    | 1    | 1    | 2    |
| 7                        | 马来西亚（MAL）          | 0    | 0    | 1    | 1    |
| 7                        | 蒙古（MGL）              | 0    | 0    | 1    | 1    |
| 7                        | 菲律宾（PHI）            | 0    | 0    | 1    | 1    |
| 总计（共9个国家 / 地区） | 总计（共9个国家 / 地区） | 22   | 22   | 22   | 66   |